# بووه
بووه (به فرانسوی: Beauvais) شهری در شهرستان اوآز (Oise) در ناحیه پیکاردی (Picardie) با جمعیت ۵۵٬۴۸۱ نفر در کشور فرانسه واقع شده‌است